# Vau i Dejës
Vau i Dejës ([vau i dɛjəs]; 'voord van Dejë'; ook Vau-Deja of Vau-Dejës) is een stad (bashki) in het noordwesten van Albanië. De stad telt 30.000 inwoners (2011), waarvan 6147 in de eigenlijke stad, en maakt deel uit van de Shkodër-prefectuur. De stad ligt aan de Drin, Albaniës langste rivier, net bezuiden het Vau i Dejës-stuwmeer. Ook de rivier de Gjadër stroomt door de stad.

## Geschiedenis
Verschillende nederzettingen op het grondgebied van de gemeente hebben een geschiedenis die teruggaat tot de 15e eeuw. Vau i Dejës zelf werd pas in 1971-1973 gesticht voor de arbeiders die tewerkgesteld waren bij de bouw van de stuwdam. Na de voltooiing van de dam kwamen er families wonen die plaats moesten maken voor het wassende water van het ontstane meer.
In de vierde eeuw voor Christus stichtten de Romeinen in de heuvels ten zuidoosten van het huidige Vau i Dejës, bij Vig in de moderne gemeente Vig-Mnelë, een kleine vesting om de weg naar Pristina te beschermen tegen Oost- en West-Gotische aanvallen. Een ander Romeins fort was Sarda, dat zich op de Shurdhahheuvel bevond, vandaag de dag een klein onbewoond eiland in het stuwmeer. Sarda werd echter reeds door de Illyriërs gebruikt. De plaats, die langzamerhand een stedelijk karakter kreeg, bleef bewoond tot de verovering van het gebied door de Ottomanen in de 15e eeuw.
In 1361 werd in Vau i Dejës een kerk gebouwd, die een van de weinige niet-Byzantijnse, maar romaans-gotische bouwwerken in Albanië zou worden. Deze van fresco's voorziene Mariakerk werd later echter vernield. In het middeleeuwse Kasteel van Vau i Dejës, dat oorspronkelijk Dagno werd genoemd, bevinden zich de ruïnes van de Sint-Marcuskerk. Vóór de Ottomaanse bezetting was het kasteel een belangrijke grenspost, waarvoor Skanderbeg oorlog voerde tegen Venetië.

## Geografie

### Ligging
Vau i Dejës ligt in de landstreek Zadrimë op ongeveer tien kilometer zuidoostelijk van Shkodër, en grenst volgens de wijzers van de klok aan Shllak, gemeente Qerret), Gur i Zi en Postribë. De naam van de stad is afgeleid van haar ligging aan de rivier de Drin, die hier het gebergte verlaat en zich in tweeën deelt: de Grote Drin (Drini i Madh) mondt verderop uit in de Bunë (Servisch: Bojana), de Kleine Drin (Albanees: Drini i Vogël) loopt in zuidelijke richting en stroomt bij Lezhë rechtstreeks in de Adriatische Zee. Oorspronkelijk liep de rivier in haar geheel door tot bij Lezhë, maar grondverzakkingen en hoogwater in de jaren 1858 en '59 hebben de splitsing tot gevolg gehad. Net ten noorden van Vau i Dejës wordt de Drin gestuwd, waardoor het artificiële Vau i Dejësmeer is ontstaan. De dam werd tijdens de communistische periode gebouwd in het kader van een grootschalig hydro-elektrisch systeem, dat ook de Fierzë- en Komanmeren, eveneens op de Drin, omvat. Eén kilometer ten zuiden van de stad splitst de Gjadërriver zich van de Drin af.
Vau i Dejës bevindt zich op de overgang van de Albanese kustvlakte in het zuiden en zuidwesten — de Adriatische Zeekust ligt 20 kilometer zuidwestelijker — en de Albanese Alpen in het noordoosten.

### Bestuurlijke indeling
Administratieve componenten (njësitë administrative përbërëse) na de gemeentelijke herinrichting van 2015 (inwoners tijdens de census 2011 tussen haakjes):
Bushat (14149) • Hajmel (4430) • Shllak (671) • Temal (1562) • Vau-Dejës (8117) • Vig-Mnelë (1509).
De stad wordt verder ingedeeld in 48 plaatsen: Arrë, Ashtë, Barbullush, Barcollë, Benë, Bushat, Dheu i Lehtë, Dush, Fshat i Ri, Fshatrat; Mjedë, Gomsiqe, Gushtë, Hajmel, Hoten, Kaç, Karmë, Kllogjen, Koman, Kosmaç, Kroni i Madh, Kukël, Malagji-Kajvall, Mali i Jushit, Melgush, Mnelë e Madhe, Mnelë e Vogël, Naraç, Nënshatë, Paçram, Palaj-Gushaj, Pistull, Plepan-Konaj, Plezhë, Qerret, Rranxa, Sermë, Shelqet, Shkjezë, Spatharë, Stajkë, Telum, Toplanë, Uk-Bibaj, Vau Dejes, Vig, Vilë, Vukaj, Vukjakaj-Gegaj.

### Klimaat
Het klimatogram links biedt een overzicht van het klimaat van Vau i Dejës.

## Religie
Sinds 1052 is Vau i Dejës — zij het met enkele onderbrekingen — de zetel van het bisdom Sapë, dat suffragaan is aan het aartsbisdom Shkodër-Pult. In het centrum van Laç-Qyrsaç bevindt zich de nieuwe Moeder Teresakathedraal.

## Cultuur en bezienswaardigheden
In 1995 werd in Vau i Dejës een cultureel centrum voor kinderen opgericht, dat in 2006 werd gerenoveerd.
De voornaamste bezienswaardigheden in Vau i Dejës zijn de Moeder Teresakathedraal in Laç-Qyrsaç en het Kasteel van Vau i Dejës met de ruïnes van de Sint-Marcuskerk, een Religieus Cultureel Monument van Albanië.

## Economie en toerisme

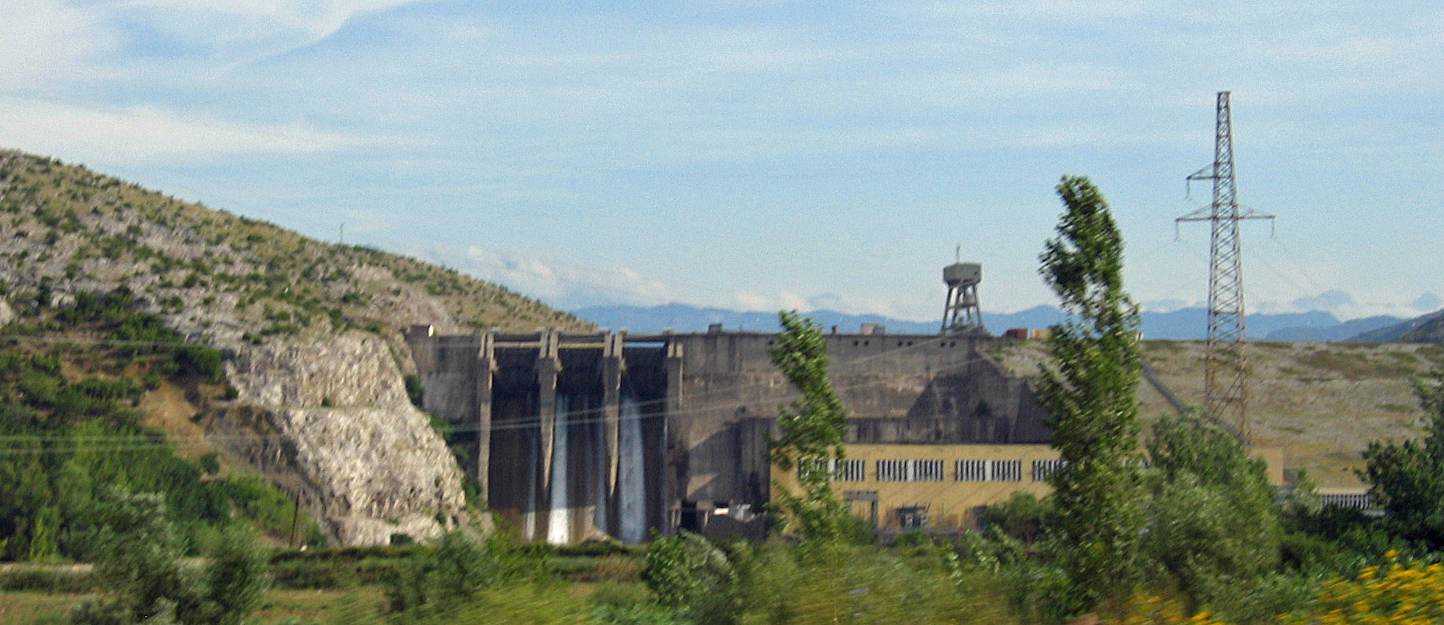
Stuwdam

In de jaren 1960 begon men met de bouw van de stuwdammen, en in 1975 werd de waterkrachtcentrale in gebruik genomen. De centrale is een van de belangrijkste stroomleveranciers van Albanië.
Het toeristische potentieel van het meer wordt nog lang niet ten volle geëxploiteerd. Langs de oevers ligt een aantal restaurants en cafés, die ook kamers verhuren. Het is mogelijk om per boot het eiland Shurdhah met het antieke Sarda te bezoeken, maar ook die activiteit vindt niet op regelmatige basis plaats.

## Vervoer
De hoofdweg tussen Tirana en Shkodër loopt Vau i Dejës enkele kilometers ten westen van de gemeente voorbij. Het spoor van de Hekurudha Shqiptare kruist bij Vau i Dejës de Drin, en Mjedë beschikt over een station. Ook de westelijke invalswegen naar Pukë (SH5) en Koman, het vertrekpunt van de ferry over het Komanmeer richting Tropojë, lopen door Vau i Dejës.